# Lỗ bình Tích Lan
Lỗ bình Tích Lan (danh pháp khoa học: Lobelia zeylanica) là loài thực vật có hoa trong họ Hoa chuông. Loài này được L. mô tả khoa học đầu tiên năm 1753.